# El Ràfol d'Almúnia
Pour les articles homonymes, voir Almunia.
El Ràfol d'Almúnia, en valencien et officiellement, (Ráfol de Almunia en castillan), est une commune d'Espagne de la province d'Alicante dans la Communauté valencienne. Elle est située dans la comarque de la Marina Alta et dans la zone à prédominance linguistique valencienne.

## Géographie

Localisation d'El Ràfol d'Almúnia
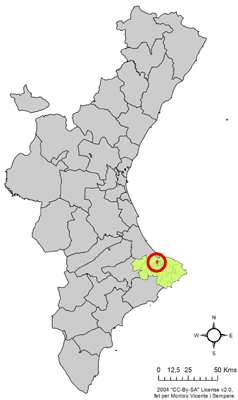
dans la Communauté valencienne.
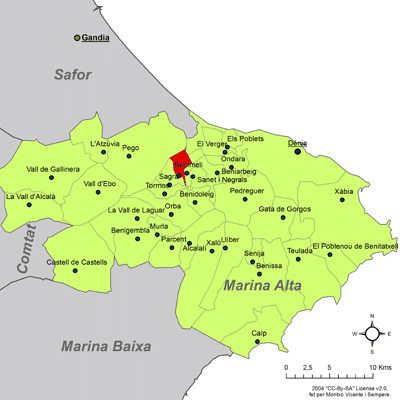
dans la comarque de la Marina Alta.

### Sources
- (es) Varaciones de los municipios de España desde 1842, Ministerio de administraciones públicas, octobre 2008, 364 p. (lire en ligne) [PDF]